# 1967 w sztukach plastycznych
Wydarzenia w sztukach plastycznych i wizualnych w 1967 roku.

## Wydarzenia
- Włoski krytyk Germano Celant utworzył termin Arte Povera[1].
- Odbyło się drugie Biennale Form Przestrzennych w Elblągu.
- Odbyły się V Międzynarodowe Spotkania Artystów, Naukowców i Teoretyków Sztuki w Osiekach.

## Malarstwo
- Pierre Alechinsky

Pod ogniem
- Salvador Dalí

Połów tuńczyków (ok. 1966-67)
- David Hockney

A bigger splash
- Tadeusz Kantor

Głowa – Emballage – Figure – technika mieszana, płótno, 80,5x100 cm, w kolekcji Muzeum Narodowe w Krakowie
Emballage V – kolaż na płótnie, 160x205 cm, w kolekcji Muzeum Narodowego w Krakowie
Emballages objets personnages 2 – olej na płótno, kolaż, 195x140 cm, w kolekcji Muzeum Narodowego w Krakowie
- Frank Stella

Effingham I – akryl na płótnie, 327x333,5 cm
- Andy Warhol

Wielkie krzesło elektryczne (ang. Big Electric Chair) – akryl i serigrafia na płótnie, 137,2x185,5 cm

## Fotomontaż
- Hannah Höch

Wokół czerwonych ust

## Performance
- Tadeusz Kantor

Panoramiczny happening morski

## Plakat
- Franciszek Starowieyski

plakat do filmu Tragiczne polowanie – format A1

## Rzeźba
- Alina Szapocznikow

Iluminowana (1966-1967)
Popiersie (1966-1967)
Tors różowy (1966-1967)
A.
Dwie prace bez tytułu (ok. 1967)
Ca coule en rouge
Długa
Autre chose (Inna rzecz)
Jeu de Galets
Kaprys-Monstre
Krzesło. Projekt
Niania
Noga
O kulach
Pamiątki (Souvenirs)
Podróż
Buste étincelant I (Popiersie świecące I)
Buste étincelant III (Popiersie świecące III)
Portret wielokrotny (dwukrotny)
Portret wielokrotny (czterokrotny)
La chose (Rzecz)
Serce miasta (Le coeur de la ville)
Stan nieważkości (Na śmierć Komarowa) (L'appesanteur)
Szkic I, II
Zakonnica (Religieuze)

## Nagrody
- World Press Photo – Co Rentmeester[13]

## Urodzeni
- David Černý – czeski rzeźbiarz
- Antoni Grabowski – polski rzeźbiarz, autor scenografii
- Olafur Eliasson – duńsko-islandzki artysta, twórca obiektów i instalacji
- 12 maja – Paweł Althamer – polski rzeźbiarz i performer
- 22 kwietnia – Sławomir Brzoska – polski rzeźbiarz

## Zmarli
- 4 marca – Włodzimierz Szymanowicz (ur. 1946), polski malarz, grafik
- 15 maja – Edward Hopper (ur. 1882), amerykański malarz, grafik i ilustrator
- 16 maja – Mela Muter (ur. 1876), polska malarka
- 20 lipca – Fikret Mualla (ur. 1903), turecki malarz
- 15 sierpnia – René Magritte (ur. 1898), belgijski malarz
- 27 września – Hilla von Rebay (ur. 1890), niemiecka malarka abstrakcyjna, kolekcjonerka